# مجمع قطر
مجمع قطر هو مركز تسوق افتتح في ديسمبر 2016 في الريان بالقرب من الدوحة، قطر وفتح رسميا للجمهور في 8 أبريل 2017.
يقع مجمع قطر بجوار ملعب أحمد بن علي وهو ملعب سيستضيف بعض مباريات كأس العالم لكرة القدم 2022. يقع المجمع بالقرب من المدينة التعليمية ومركز قطر الوطني للمؤتمرات. من المقرر أن يتم دمج محطة مخصصة في مترو الدوحة في المجمع كجزء من نظام النقل الجديد في الدوحة.
بوجود أكثر من خمس مائة متجر يغطي مساحة تعادل خمسين ملعب لكرة القدم فإن مجمع قطر هو أكبر مجمع في البلاد. عندما يتم بناؤه بالكامل فإنه سيوفر للزائرين مجموعة واسعة من العلامات التجارية العالمية الرئيسية وأكثر من مائة منفذ للطعام والشراب وخيارات الطعام الراقية وفندق فاخر خمس نجوم وجزء من مجموعة كوريو كولكشن من فنادق ومنتجعات هيلتون ومجموعة من التجارب الترفيهية بما في ذلك آيماكس ليزر 3D نظام الإسقاط الذي سيعتبر أحد الأكبر في العالم. يحتوي المجمع على سينيماسيتي الذي يضم تسعة عشر شاشة منهم سبع شاشات لكبار الزوار على ثلاث مستويات وصالة بولينغ وخدمة الطعام الذواقة في المسرح. مجمع الترفيه العائلي يتضمن مدينة مصغرة تسمى كيدزموندو الذي سيسمح لهم بتجربة اللعب في الحياة الحقيقية.
يشمل المجمع أيضا الترفيه الحي كجزء من «موك لايف» مع أنشطة المجمع الحية والحفلات الموسيقية والترفيه. هو أول مركز تسوق في العالم يجند طاقم المسرح في المنزل. العروض ستعرض على 360 درجة على مسرح مع الصوت والإضاءة. في القبة الزجاجية المركزية ذات ثمانية طوابق عالية والمسرح يأتي كاملا مع ميزات المياه المتحركة الخاصة بها.